# Palazzo Cerruti
Il  palazzo Cerruti o palazzo T. Bisazza Ferrara  è un edificio in stile eclettico-liberty messinese progettato dall'architetto Gino Coppedè. Si trova in Via Lepanto all'angolo con le vie Cesare Battisti e I Settembre, nella città di Messina.

## Descrizione
Il palazzo è riconoscibile dall'inconfondibile Maghen David (o "stella di Davide"), anch´essa opera del fiorentino Luigi Coppedè, inserita nelle inferriate dei balconi.

## Galleria d'immagini

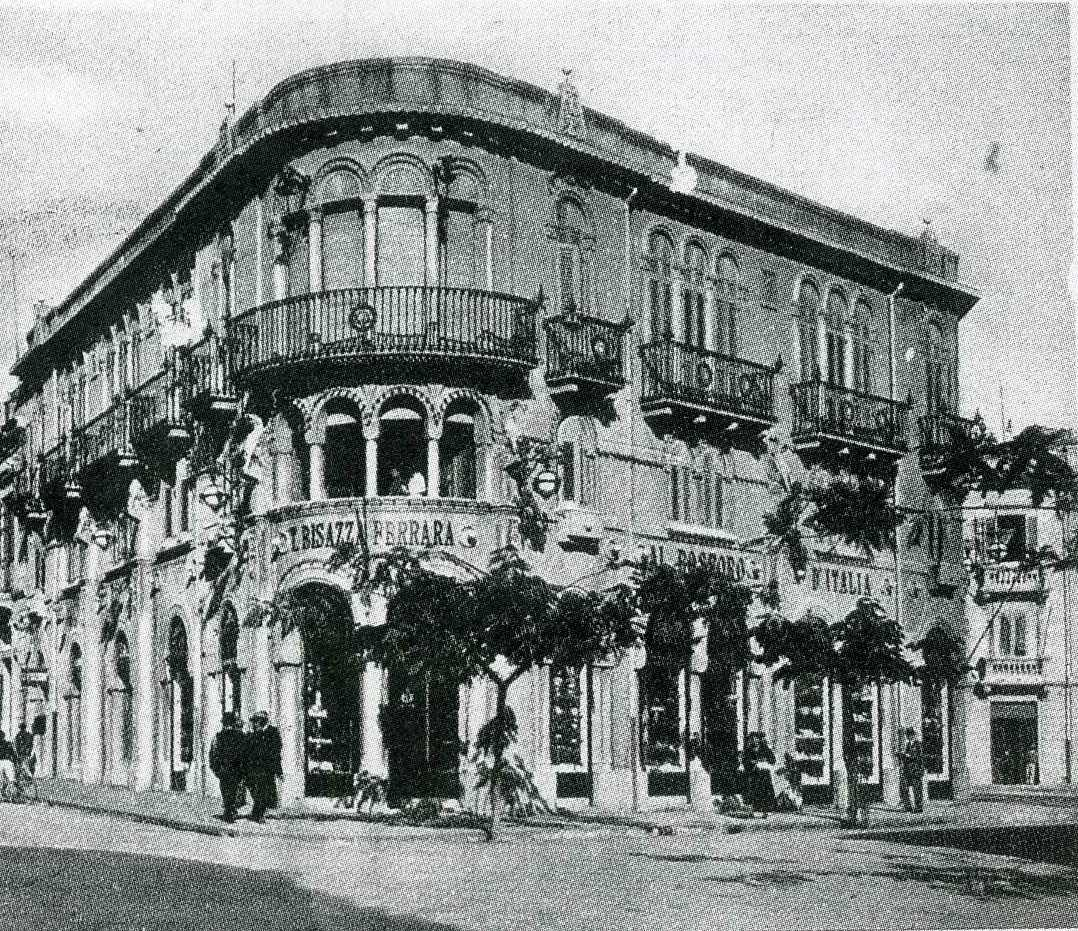
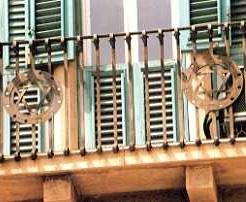
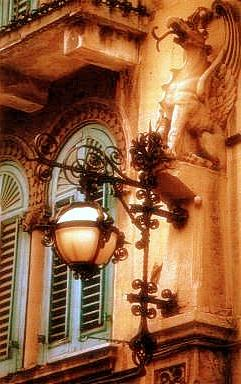